# Centris melampoda
Centris melampoda är en biart som beskrevs av Jesus Santiago Moure 2003. Centris melampoda ingår i släktet Centris och familjen långtungebin. Inga underarter finns listade.